# Должок (Тростянецкий район)
Должок (укр. Довжок) — посёлок, входит в Тростянецкий район Винницкой области Украины.
Население по переписи 2001 года составляло 217 человек. Почтовый индекс — 24335. Телефонный код — 4343. Занимает площадь 0,22 км². Код КОАТУУ — 524184802.

## Местный совет
24335, Вінницька обл., Тростянецький р-н, с. Савинці, вул. Мічуріна, 1